# Sofía Noel
Sofía Noel (Bruselas, 1915 - Madrid, 27 de diciembre de 2011) fue una soprano y pedagoga belga especializada en música tradicional sefardí. Alumna y colaboradora de músicos como Fernando Obradors y Ricardo Viñes, y amiga de poetas como José Hierro, dedicó su vida a investigar y dar a conocer la España de las Tres Culturas.

## Biografía
Nacida Sophie Heyman, en el seno de una familia acomodada de la capital belga, de padre de origen sefardí y madre con sangre asquenazí. Se trasladó a España huyendo del antisemitismo nazi. Se instaló en Barcelona, donde colaboró con Obradors, y actuó con el pianista Ricardo Viñes, precisamente en su último recital público, ocurrido en el Palacio de la Música Catalana en la Navidad de 1942.
Al comienzo de la década de 1970, se trasladó a Madrid, iniciando su labor de difusión pedagógica con colaboraciones en Radio Exterior de España y Radio Clásica donde dirigió programas como La vida en música o Los Pueblos Cantan su vida. Su actividad como periodista, ensayista y conferenciante, al igual que sus recitales, se consideran como una de las más serias aportaciones en el campo de la etnomusicología, el estudio de la tradición oral y la memoria colectiva. Además de sus investigaciones sobre el universo sonoro sefardí en concreto, se interesó por el folklore de los distintos pueblos del mundo: cancionero español de la Edad Media, melodías tradicionales hasídicas o asquenazíes, y algunos cantos árabes y amerindios. Tradujo para Alianza Editorial la Historia de la pintura francesa desde la Edad Media hasta Picasso, de Pierre Francastel, en 1970. 
Entre sus acompañantes habituales en conciertos y recitales estuvieron los guitarristas: Ernesto Bitetti, Jorge Fresno, Pedro Elías y Pierre Élie Mamou. Su labor sirvió de orientación a músicos españoles como Eduardo Paniagua, Jordi Savall, Rosa Zaragoza, Paco Díez, Joaquín Díaz, María Muro, María Escribano, y grupos como La Bazanca, Raíces, A Ballare y el Trío Sefarad, entre otros.
Reunió en su tertulia madrileña a personajes como Camilo José Cela o escritores y poetas como José Hierro, Francisco Brines, Vicente Aleixandre, Antonio Buero Vallejo o Fernando G. Delgado, entre otros muchos.
Estudiante de la cábala, diva, políglota, mujer erudita y espiritual, falleció en la capital española a la edad de 96 años.

## Discografía parcial
- Cantos de amor sefardíes; Ariola.
- Antología de la canción sefardí (2 vol.)  (con el guitarrista Pedro Elías); Diapasón.
- Música española del siglo XVI (con el guitarrista Jorge Fresno); Fonogram.